# Cosima Wagner
Francesca Gaetana Cosima Wagner (nata Liszt), nota come Cosima Wagner precedentemente Cosima von Bülow (Como, 24 dicembre 1837 – Bayreuth, 1º aprile 1930), era figlia illegittima ma riconosciuta del pianista e compositore ungherese Franz Liszt, e fu la seconda moglie del compositore tedesco Richard Wagner.

## Biografia

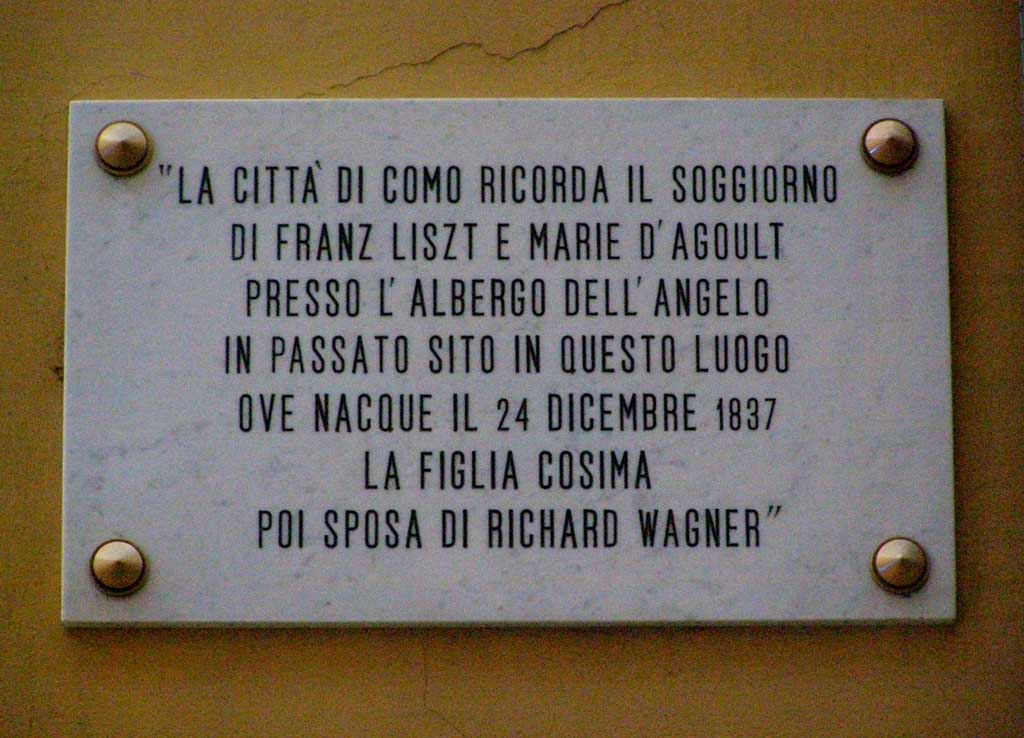
Targa a Como, dove nacque Cosima

Nacque la vigilia di Natale del 1837 a Como (da cui il suo nome di battesimo; il luogo preciso della nascita fu l'Albergo dell'Angelo) dalla relazione adulterina fra Liszt e la contessa e scrittrice francese Marie d'Agoult. Dopo la separazione dei genitori, Cosima e i suoi due fratelli Blandine (1835-1862) e Daniel (1839-1859) vennero affidati alle cure della nonna paterna. Il padre si interessava poco a loro. Il primo breve incontro fra Cosima e Wagner avvenne il 10 ottobre 1853, quando lei aveva già 16 anni.
Nel 1857, Cosima sposò Hans von Bülow, famoso pianista e direttore d'orchestra, allievo di Liszt e amico personale di Wagner. Il matrimonio, da cui nacquero due figlie, Daniela e Blandine, fu più dettato dal dovere dell'allievo verso il maestro che da vero amore. Ad accomunare i due sposi era la passione per l'arte di Wagner: Cosima ben presto comprese quale doveva essere il "genio" a cui era destinata. 

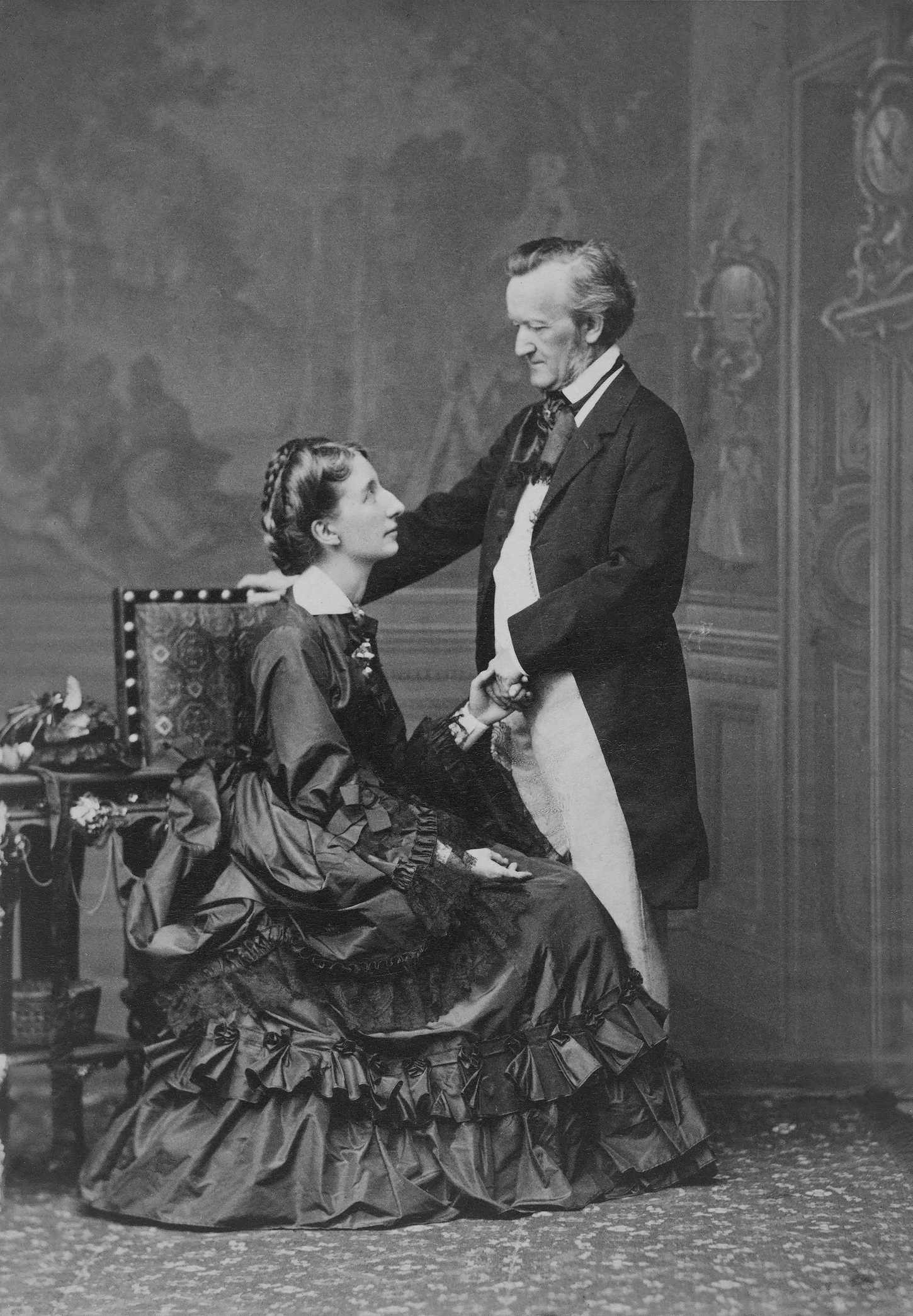
Cosima e Richard Wagner (Vienna, 1872)

La conoscenza con Wagner, di 24 anni più anziano di lei e già sposato anch'egli, si approfondì nel 1862, e infine i due divennero amanti nell'estate del 1864 a Monaco, mentre Wagner e i von Bülow erano ospiti del re Ludovico II di Baviera. Hans von Bülow, devoto a Wagner fino all'annullamento, accettò la situazione, riconoscendo che Cosima non sarebbe stata felice con nessun altro, ma lo scandalo per quella relazione fu una delle cause che portarono all'allontanamento di Wagner da Monaco nel 1865. In questo caso, Wagner si mostrò ingeneroso nei confronti di Ludwig, approfittando della fiducia del giovane sovrano e facendogli deliberatamente credere che tra lui e Cosima non intercorresse alcun rapporto. Nel frattempo, il 10 aprile 1865, era nata la prima figlia della coppia, Isolde (1865-1919), ufficialmente battezzata von Bülow. Wagner e Cosima ebbero altri due figli, entrambi nati prima delle loro nozze, Eva (1867-1942) e Siegfried (1869-1930).

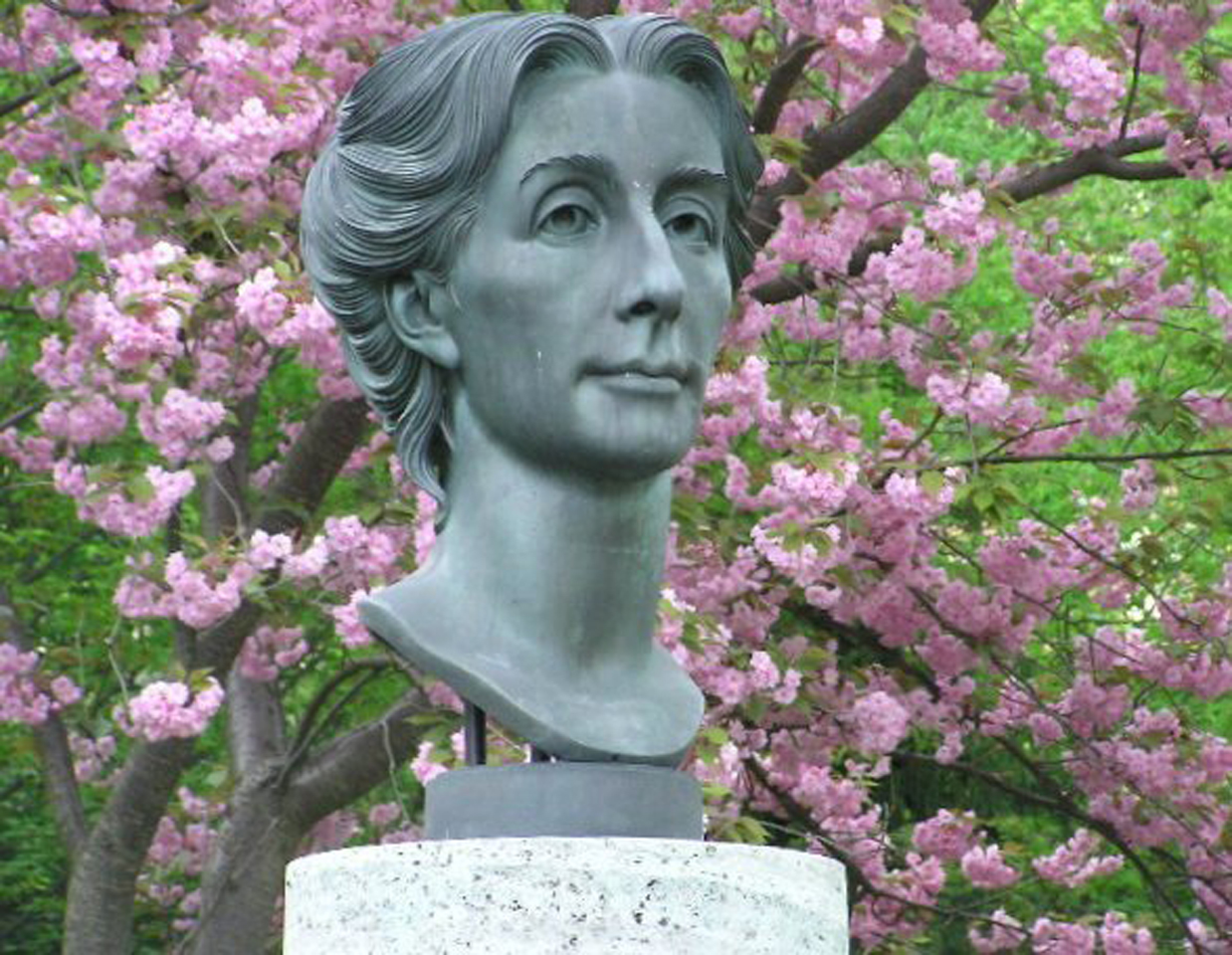
Busto di Cosima Wagner nel Bayreuth Festspielpark

Richard e Cosima andarono a vivere insieme nel 1866 a Tribschen, in una villa sul lago di Lucerna, in Svizzera. Soltanto nel 1869 però Hans concesse a Cosima il divorzio, ed ella poté risposarsi con Wagner il 25 agosto 1870 (la prima moglie di Wagner, Minna, era morta nel 1866).
Il matrimonio fra Wagner e Cosima fu un'unione felice, ed ella si dedicò al Maestro con assoluta fedeltà. A lei, Richard dedicò L'idillio di Sigfrido, un delizioso brano per piccola orchestra che venne eseguito per la prima volta all'interno della villa di Tribschen, una mattina di Natale, con grande sorpresa di Cosima. Dal 1869 al 1883, ella tenne un diario meticoloso e quotidiano della vita in comune con Richard, fermato al 12 febbraio 1883, giorno precedente alla scomparsa di Wagner. Rimasti segreti, i Diari sono stati pubblicati soltanto alla fine degli anni settanta a Monaco di Baviera in un'edizione curata da Martin Gregor–Dellin e Dieter Mack.

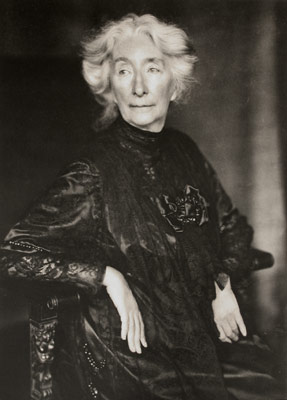
Cosima Wagner in una fotografia del 1905

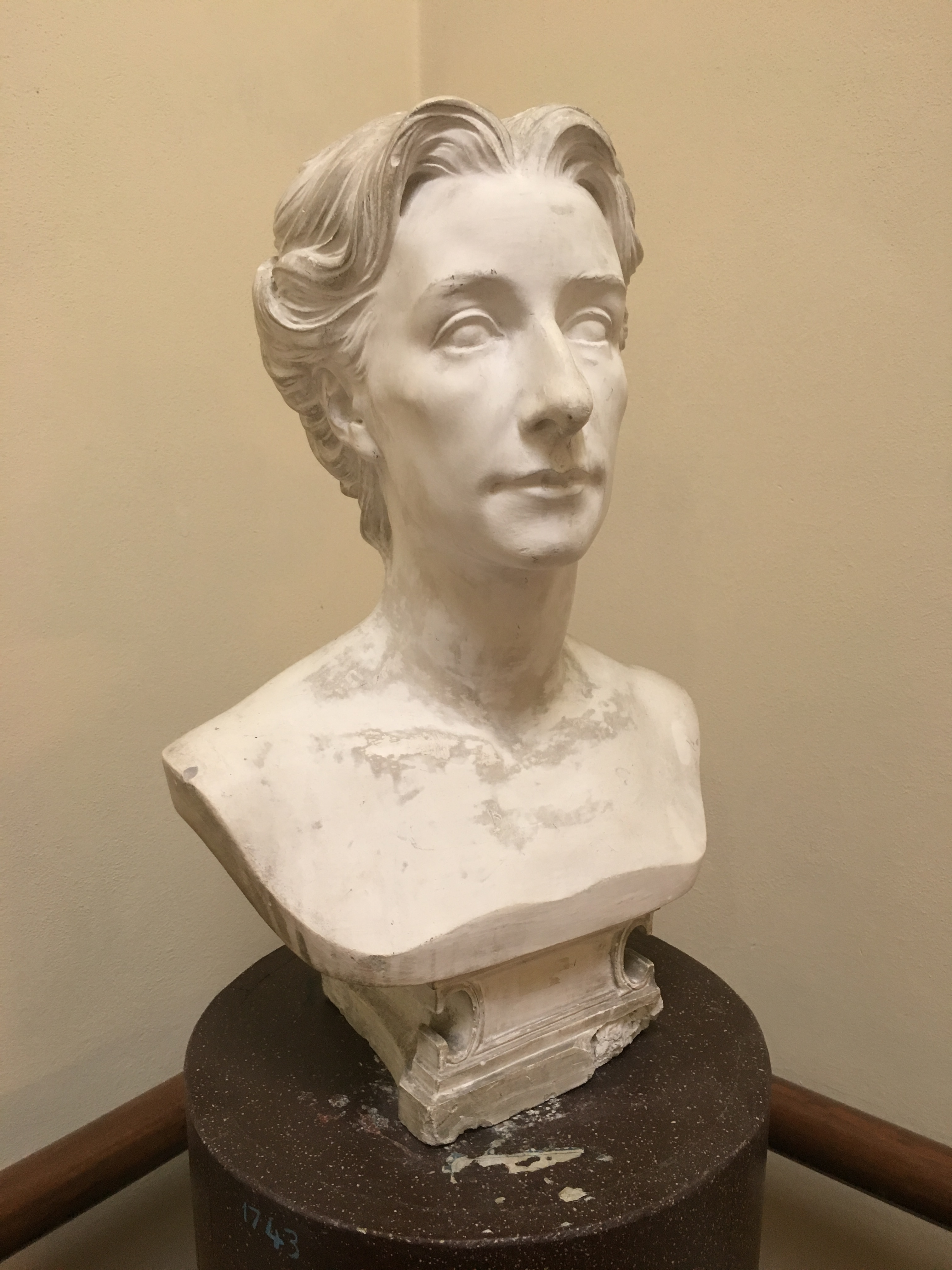
Gustav Kietz
Busto di Cosima Wagner, 1873
Conservatorio Cherubini, Firenze

Dopo la morte del marito, Cosima assunse la guida del Festival di Bayreuth, il festival musicale creato da Wagner appositamente per le rappresentazioni dei suoi drammi, in un nuovo teatro da lui personalmente progettato e fatto costruire a Bayreuth dove lui e la famiglia si erano trasferiti nel 1872. La sua linea di condotta si basò sullo stretto mantenimento delle tradizioni risalenti agli anni in cui il Maestro era in vita, mettendo al bando ogni possibile innovazione e continuando a riproporre le vecchie scenografie originali (gli allestimenti furono poi rinnovati per volere di Hitler in persona). Le va riconosciuto però il merito di aver permesso che il Festival, fortemente indebitato alla morte di Wagner, sopravvivesse e consolidasse la sua reputazione.
Fervente antisemita, strinse rapporti con il pensatore e scrittore inglese Houston Stewart Chamberlain, autore de I fondamenti del XIX secolo, che divenne suo genero sposando nel 1908 Eva Wagner. 

Negli ultimi anni della sua vita, anziana e malata, passò la gestione del Festival all'unico figlio maschio, Siegfried, anch'egli compositore e direttore d'orchestra.
Morì nel 1930 all'età di 92 anni, e venne sepolta nel giardino della villa di famiglia, Haus Wahnfried, accanto a Wagner.
Fu la destinataria di tre biglietti della follia di Friedrich Nietzsche, in cui la chiamava Arianna firmandosi Dioniso.
Anche in precedenza del suo crollo psichico, il filosofo tedesco aveva rivolto a Cosima Wagner segni della più alta stima, tanto da scrivere a proposito in Ecce homo: "C'è un unico caso in cui io riconosco un mio pari - [...] Cosima Wagner è di gran lunga la natura più nobile" (cap. 1, par. 3) e ancora: "di gran lunga la voce suprema che abbia sentito in fatto di gusto" (cap. 2, par. 3).

## Bibliografia

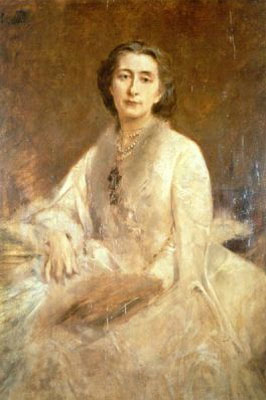
Franz von Lenbach
Ritratto di Cosima Wagner, 1879